# Juggernaut (groupe)
Pour les articles homonymes, voir Juggernaut (homonymie).
Juggernaut est un groupe américain de thrash metal, originaire de San Antonio, au Texas, actif entre 1985 et 1993.

## Histoire
Le groupe est formé en 1985 par le chanteur Harlan Glenn, le guitariste Eddie Katilius, le bassiste Scott Womack et le batteur Bobby Jarzombek. Après avoir appris quelques chansons, le groupe sort son premier album, Baptism Under Fire, l'année suivante. En outre, le groupe inclut une chanson dans la compilation Metal Massacre VII. Leur deuxième album est enregistré en 1987 sous le nom de Trouble Within. Le chanteur Glenn y est remplacé par Steve Cooper. Cet album est le dernier du groupe avant sa séparation en 1993. Le batteur Jarzombek, dont le frère est guitariste dans le groupe Watchtower, jouera plus tard dans des groupes comme Demons and Wizards, Halford, Iced Earth, Riot ou Spastic Ink.

## Style musical
Le groupe joue du thrash metal progressif, la musique étant comparable aux anciennes œuvres d'Overkill, les chansons de Juggernaut étant toutefois beaucoup plus complexes. 

## Discographie
- 1984 : Demo I (démo)
- 1984 : Demo II (démo)
- 1985 : First Blood (démo)
- 1986 : Baptism Under Fire (album, Metal Blade Records)
- 1987 : Trouble Within (album, Metal Blade Records)